# Teoría de la cohesión-tensión
La teoría de la cohesión-tensión, una teoría de la atracción intermolecular observada habitualmente en el proceso en que el agua viaja hacia arriba (en contra de la fuerza de gravedad), a través del xilema de las plantas, fue propuesta por John Joly y Horatio Henry Dixon. A pesar de numerosas objeciones, esta es la teoría más ampliamente aceptada para el transporte de agua a través del sistema vascular de las plantas, de acuerdo con la investigación clásica de Dixon-Joly (1894), Askenasy (1895) y Dixon (1914, 1924).
El agua es una molécula polar. Cuando dos moléculas de agua se aproximan entre sí, forman un enlace de hidrógeno. El átomo de oxígeno cargado negativamente de una molécula de agua forma un enlace de hidrógeno con un átomo de hidrógeno cargado positivamente. Esta fuerza de atracción, junto con otras fuerzas intermoleculares, son los principales factores responsables de la aparición de tensión superficial en el agua líquida. También permite a las plantas  extraer agua de la raíz a través del xilema a las hojas.
El agua se pierde constantemente por la transpiración en las hojas. Cuando una molécula de agua se pierde, otra es arrastrada por los procesos de cohesión y adhesión. La transpiración, que utiliza la acción capilar, y la tensión superficial inherente del agua, constituyen el principal mecanismo de movimiento del agua en las plantas. Sin embargo, no es el único mecanismo que interviene. Cualquier uso de agua en las hojas obliga al agua a pasar a ellos.
La transpiración de las hojas crea tensión en las células del mesófilo. A causa de esta tensión, el agua resulta literalmente tirada desde las raíces hasta las hojas, ayudada por la cohesión y la adhesión. Este mecanismo de flujo de agua funciona por el potencial hídrico  y las reglas de la simple difusión.